# 田邊琉揮
田邊 琉揮（たなべ りゅうき）は、日本のレーシングカートドライバーである。HRS JAPAN所属。

## 概要・人物
TAKAGI PLANNINGを経て、HRS JAPANに所属。番号は24。
鈴鹿のレーシングカートジュニアチャンピオン部門2位などの経験を持つ。